# نانودستگاه
نانوماشین (به انگلیسی: Nanomachine)، ماشینی است که خود یا بخش‌های اصلی‌اش، از اجزایی در مقیاس نانومتر یا نزدیک به آن، تشکیل شده باشد.
واژگان نانیت (به انگلیسی: Nantite)، نانومیت (به انگلیسی: Nanomite)، نانوید (به انگلیسی: Nanoid)، یا نانوبات (به انگلیسی: Nanobot) دیگر اصطلاحاتی هستند که برای نانو ماشین‌ها به‌کار می‌روند.

## نانو ماشینی
نانوماشینی یا نانورباتیک (به انگلیسی: Nanorobotics)، فناوری نوپدیدی است که در آن نانوماشین‌ها تولید می‌گردند.

## کاربردها
نانوماشین‌ها هنوز در مرحله تحقیق و توسعه هستند، اما چند نمونه ابتدایی از نانوجنبشگرها و ماشین‌های مولکولی تاکنون مورد آزمایش قرار گرفته‌اند.
نخستین نمونهٔ آن یک حسگر دارای یک کلید به طول ۱/۵ نانومتر بود که توانایی شمارش مولکول‌ها را در یک نمونه شیمیایی داشت. بیشتر کاربرد نانوماشین‌ها در دانش پزشکی می‌باشد که در آن نانوماشین‌ها نقش دستیار جراحی یا شناساگر و ازبین‌برنده سلول‌های سرطانی را بازی می‌کنند.